# Télapu
A Télapu (eredeti cím: The Santa Clause) 1994-ben bemutatott amerikai karácsonyi családi filmvígjáték, melyet John Pasquin rendezett. A főbb szerepekben Tim Allen, Judge Reinhold és Wendy Crewson látható.
Pasquin és Allen már korábban is együtt dolgoztak a Házi barkács című sorozatban, majd a Dzsungelből dzsungelbe és az Akárki Joe című filmeket, illetve az Apa csak egy van című sorozatot csinálták együtt. 
A Télapu sikerét meglovagolva két folytatás készült, vegyes kritikai értékeléssel.

## Cselekmény
A játékgyárban dolgozó Scott Calvin együtt szeretné tölteni a karácsonyt volt feleségével élő fiával, Charlie-val. Mikor Charlie idősebb iskolatársainak hatására kételkedni kezd a Télapó létezésében, Scott meggyőzi ennek ellenkezőjéről - noha ő maga sem hisz benne. Egykori neje, Laura, és annak jelenlegi férje, Dr. Neil Miller már egészen apró gyermekkorukban kiábrándultak a Télapóból (egyikőjük sem kapta meg a hőn áhított játékokat). Charlie-t is saját meggyőződésük felé igyekeznek terelni. 
Karácsony este, miután Scott és fia alváshoz készülődnek, Charlie-t különös zajok ébresztik: meggyőződése, hogy a Télapó szánka landolt a háztetőn. Felkelti apját is, aki betörőre gyanakszik, és a ház elé sietve rákiált a tetőn tartózkodó alakra. Ő ijedtében elveszti az egyensúlyát és lezuhan a tetőről. Az iratai után kutató Scott egy igazolványt talál az idegen zsebében, amelynek tanúsága szerint az alak valóban a Télapó. A okmányban arra kérik a kártya megtalálóját, hogy amennyiben bármi történne a tulajdonosával, vegye fel a kabátját, a továbbiakban pedig hagyatkozzon a rénszarvasokra. Scott és Charlie ekkor pillantják meg a házuk tetején álló, rénszarvasok által vont szánt. Mikor visszanéznek a Télapóra, meglepetten tapasztalják, hogy az köddé vált, csupán a ruháit hagyva hátra. 
Charlie felmászik a szánhoz és felül a bakra, az őt követő Scott pedig akaratlanul kiadja a parancsot a rénszarvasoknak az indulásra, így továbbrepítik őket a következő állomáshoz. Fia unszolására Scott beleegyezik, hogy felvegye a kabátot és házőrző kutyákkal, valamint éber gyerekekkel dacolva elvégezze a Télapó feladatát és kiszállítsa az ajándékokat. Ezután a rénszarvasok az Északi-sarkra viszik őket, ahol Scott és Charlie a Télapó manók által üzemelt játékgyárába jutnak. Itt találkoznak a főmanóval, Bernarddal, aki felvilágosítja Scottot, miszerint a kabát felvételével elvállalta az ún. "télapótlási záradékot" azaz új Télapóként átveszi a régi helyét. 11 hónapot kap felszámolni a régi életét és elrendezni a dolgait. Scott, aki az egészet álomnak hiszi, felveszi a manóktól kapott pizsamát és fiával együtt aludni tér.
Másnap a saját ágyában ébred és azt hiszi, csakugyan álmodott, míg észre nem veszi a pizsamát. Charlie szétkürtöli az iskolában, hogy az apja a Télapó. Laura és Neil jelenlétében az iskolaigazgató arra kéri Scottot, közölje fiával, a Télapó nem létezik. Ezt végül mégsem teszi meg, hanem arra kéri őt, maradjon a dolog kettejük titka. Csakhogy időközben Scott is drámai változásokon megy át. Kezdetben elkezd különös módon vonzódni az édességek, különösen a tej és a sütemény iránt, ezzel együtt eltűnik laktózérzékenysége is. Ezt követően rejtélyes körülmények között meghízik, a súlyfelesleget pedig képtelen leadni. Majd megőszül és a szakálla is kinő, amit hasztalanul próbál leborotválni. Charlie egyik focimeccsén a megérkező Laura és Neil döbbenten látja, hogy Scott előtt gyerekek egész hada sorakozik, akik a karácsonyi kívánságaikat sorolják fel.
Laura és Neil bírósági távoltartási határozatot szereznek Scott ellen. Az összetört apa meglátogatja őket Hálaadáskor. Charlie ráveszi apját, végre nézzen bele a varázslatos hógömbbe, amit a manóktól kapott, így emlékezve az elmúlt karácsonyra. Miután ennek hatására végre ő maga is elfogadja, hogy ő a Télapó, megjelenik Bernard, és mindkettőjüket magával viszi az Északi-sarkra.
Laura és Neil azt hiszik, Scott elrabolta a fiukat, ezért a rendőrséghez fordulnak. Amikor az ajándékokat széthordó Scott és Charlie hazaérnek, a rendőrök rajtaütnek és letartóztatják Scottot. A bajból az elit manóosztag, a Kommanó menti ki. Scott hazaviszi Charlie-t, ahol meggyőzi Laurát és Neil-t, ő valóban a Télapó. Elmondja fiának, hogy nem akarhatja, hogy Charlie csak vele legyen, hiszen ő, Charlie, Laura és Neil egy család és mindannyian szeretnének vele lenni. A meghatódott Laura megsemmisíti a Scottot és Charlie-t szétválasztó papírokat. Ezután Scott útnak indul, ám még előtte Bernard elmondja Charlie-nak, hogy ha megrázza a hógömbjét, az apja azonnal ott terem. Scott átadja Laurának és Neil-nek azokat az ajándékokat, amelyeket annak idején nem kaptak meg és ami miatt elvesztették benne a hitüket. 
Nem sokkal azután, hogy Scott elmegy, Charlie megrázza a gömböt, így apja visszatér, az éjszaka hátralévő részét pedig együtt töltik és együtt szállítják ki az ajándékokat.

## Szereplők
| Szereplő              | Színész           | Magyar hang          |
| --------------------- | ----------------- | -------------------- |
| Scott Calvin / Télapó | Tim Allen         | Szakácsi Sándor      |
| Charlie Calvin        | Eric Lloyd        | Szalay Csongor       |
| Bernard               | David Krumholtz   | Hamvas Dániel        |
| Dr. Neal Miller       | Judge Reinhold    | Mihályi Győző        |
| Susan Perry           | Judith Scott      | Détár Enikő          |
| Laura Miller          | Wendy Crewson     | Kovács Nóra          |
| Mr. Whittle           | Peter Boyle       | Izsóf Vilmos         |
| Nunzio nyomozó        | Larry Brandenburg | Áron László          |
| Miss Daniels          | Mary Gross        | Andresz Kati         |
| Judy, a kobold        | Paige Tamada      | Molnár Ilona         |
| Judy, a pincérnő      | Jayne Eastwood    | Náray Erika          |
| Compton igazgató      | Joyce Guy         | Némedi Mari          |
| Reklámszakember       | Jesse Collins     | Szabó Sipos Barnabás |
| Dr. Pete Novos        | Steve Vinovich    | Harsányi Gábor       |
| Whelan bíró           | Ron Hartmann      | Elekes Pál           |
| Quintin, a kobold     | Nic Knight        | Molnár Levente       |
| KomManó parancsnok    | Kenny Vadas       | Szőke András         |
| Postás                | Dennis O'Connor   | Varga Tamás          |
| Rendőr a pultnál      | Gordon Masten     | Varga Tamás          |

## A film készítése
A forgatókönyvet Steve Rudnick és Leo Benvenuti írta.
Bill Murray-nek és Chevy Chase-nek felajánlották Scott Calvin szerepet, de mindketten visszautasították: Chase ütemezési problémák miatt nem vállalta, míg Murray a Szellemes karácsony című filmje után nem akart újabb ünnepi témájú filmben szerepelni. Tom Selleck, Tom Hanks és Mel Gibson is szóba került a főszerepre. Neil Miller szerepére Jeff Daniels, Stanley Tucci és Bradley Whitford is esélyes volt. Patricia Richardson, Patricia Clarkson, Patricia Heaton és Kate Burton neve is felmerült Laura Miller megformálására.